# Cha Young-chul
Cha Young-chul (n. 28 iulie 1959, Seul, Coreea de Sud) este un sportiv ce a reprezentat Coreea de Sud, medaliat olimpic. A participat la o ediție a Jocurilor Olimpice (1988) în care a câștigat o medalie de argint.